# リコール情報ポータルサイト
リコール情報ポータルサイト（リコールじょうほうポータルサイト）は、リコール情報（一般製品に関するものおよび自動車に関するもの）を総合的に提供するポータルサイトである。代表的なものに、消費者庁が提供する「リコール情報サイト」がある。

## 概要
消費者に危険を及ぼしかねない製品を円滑に回収することは、消費者保護の観点から極めて重要である。一方、企業側から見た場合には、消費者の安全・安心への関心が高まる現在、リコールへの対処を誤った場合には、企業の倒産に関わる状況にもつながりかねない。
リコール情報を告知する手法は、一般的な新聞広告から記者会見、プレスリリースやコマーシャルメッセージ、企業や監督官庁など公的機関のウェブサイトへの掲載など多様な方法があるが、どれも一長一短で、情報の周知徹底が行えなかったり、情報量が少なかったりという問題があった。
特に、リコールには法令に基づくものと自主的なものがあり、さらに法令に基づくリコールには、消費生活用製品安全法に基づくもの、道路運送車両法に基づくもの、薬事法、食品衛生法に基づくものなどがあるため、これらの種々のリコールに関する情報を一元的に把握することは困難であった。
内閣府が2006年7月に公表した「製品の回収に関する情報の利用状況についての調査研究」報告書によれば、リコール情報のポータルサイトを求める消費者は87%にのぼり、調査に回答した約半数の企業もリコール情報のポータルサイトを求めていた。
このような研究結果を踏まえて、内閣府では2007年に「リコール情報ポータルサイト」を開設。その後2012年より、消費者庁が開設した「リコール情報サイト」に集約された。公的機関としては、他に独立行政法人国民生活センターがウェブサイト内に個別のリコール情報を網羅的に収集・提供するページ「回収・無償修理等のお知らせ」を設けている。
民間では、2006年9月に個人の運営によるリコール情報ポータルサイトである「リコールナビ」が、また、2008年6月21日に民間企業としては初めてのリコール情報ポータルサイトである「リコールプラス」が開設、2008年7月1日には初のユーザー参加型リコール情報ポータルサイト「fuguai.com」が開設された。さらに、2010年7月にはヤマト運輸が運営する「リコールドットjp」が開設された。